# Димов, Олег Дмитриевич
Олег Дмитриевич Димов (родился 8 марта 1968, Владычень, Болградский район, Одесская область, Украинская ССР, СССР) — российский политический деятель, депутат Государственной Думы восьмого созыва с 2021 года, член фракции «Единая Россия». До этого был вице-губернатором Оренбургской области (2011—2012, 2013—2015, 2019—2020), депутатом Законодательного собрания Оренбургской области (2015—2019).

## Биография
Олег Димов родился в 1968 году в селе Владычень (Болградский район, Одесская область, Украинская ССР). В 1989 году он окончил Новосибирское высшее военно-политическое общевойсковое училище, до 1993 года служил в армии. Работал начальником службы безопасности в банке «Южный Урал», заместителем директора этого банка (1993—1996), заместителем генерального директора ЗАО «Связь-инвест» (1997—2001), заместителем гендиректора ЗАО «Промтехмонтаж», президентом группы компаний «Промтехмонтаж», председателем совета директоров ООО «Резерв» и ООО «Промтехмонтажстрой» (2001—2007). В 2008 году окончил Оренбургский институт Московской государственной юридической академии. В 2013 году Димов окончил Московский финансовый университет при Президенте РФ и защитил кандидатскую дисертацию по экономике.
В 2004—2010 годах Димов заседал в Оренбургском городском совете, затем занимал посты заместителя главы Оренбурга (2010—2011), вице-губернатора и руководителя аппарата губернатора и правительства Оренбургской области (2011—2012), вице-президента компании ТНК-ВР (2012—2013), вице-губернатора Оренбургской области по внутренней политике (2013—2015). В 2015 и 2016—2019 годах заседал в Законодательном собрании Оренбургской области, причём в 2016—2019 годах был вице-спикером. В 2019—2020 годах снова был вице-губернатором региона и курировал вопросы внутренней политики.  В 2020 году был освобожден от должности вице-губернатора Оренбургской области и переведен на должность советника губернатора на общественных началах.  В 2020—2021 годах Димов занимал пост председателя совета директоров банка «Оренбург».
В сентябре 2021 года Димов победил на выборах по одномандатному округу в Государственную думу VIII созыва и стал депутатом от Оренбургской области. Из-за вторжения России на Украину он с 2022 года находится под международными санкциями Евросоюза, США, Великобритании и ряда других стран.